# Ana Brito e Cunha
Ana Brito e Cunha (Maria Ana Espírito Santo de Brito e Cunha, Lisboa, São Sebastião da Pedreira, 28 de julho de 1975) é uma atriz portuguesa.

## Carreira
Em 1984 entra numa produção escolar de "Annie" no Instituto Espanhol de Lisboa. Em 1991 e 1992 aparece no espectáculo "Um Dia No Alentejo", levado a cena no Teatro Tivoli, com Gonçalo e Mico da Câmara Pereira, a sua irmã Patricia, Mafalda Veiga, entre outros. Entra na novela Na Paz dos Anjos de 1993. Aparece depois em Trapos e Companhia da TVI (1994).

### Televisão
| Ano         | Projeto                  | Papel                                        | Notas            | Canal |     |
| ----------- | ------------------------ | -------------------------------------------- | ---------------- | ----- | --- |
| 1992        | Um Dia No Alentejo       | Ceifeira                                     | Protagonista     | RTP1  |     |
| 1994        | Na Paz dos Anjos         | Catarina Fontaínhas                          | Elenco principal | RTP1  |     |
| 1994 - 1995 | Trapos e Companhia       | Olívia                                       | Elenco principal | TVI   |     |
| 1996        | Primeiro Amor            | Rosário                                      | Elenco principal | RTP1  |     |
| 1996        | Polícias                 | Passageira                                   | Elenco adicional | RTP1  |     |
| 1998 - 1999 | Os Lobos                 | Raquel Lobo                                  | Elenco Principal | RTP1  |     |
| 2000        | A Senhora Ministra       | Sofia                                        | Elenco adicional | RTP1  |     |
| 2001        | Segredo de Justiça       | Palmira                                      | Elenco adicional | RTP1  |     |
| 2001        | A Hora da Morte          | Lina                                         | Elenco principal | RTP1  | SIC |
| 2001 - 2002 | A Senhora das Águas      | Gabriela Campos de Sousa                     | Elenco principal | RTP1  |     |
| 2004 - 2005 | Baía das Mulheres        | Rosa Trigo                                   | Elenco principal | TVI   |     |
| 2005        | Inspetor Max             | Hortense                                     | Atriz convidada  | TVI   |     |
| 2005 - 2006 | Morangos com Açúcar      | Juliana                                      | Elenco adicional | TVI   |     |
| 2006 - 2007 | Jura                     | Bárbara                                      | Elenco principal | SIC   |     |
| 2007 - 2008 | Floribella               | Juíza                                        | Elenco adicional | SIC   |     |
| 2008 - 2009 | Rebelde Way              | Dora Silva Lobo                              | Elenco Principal | SIC   |     |
| 2009        | VIP Manicure             | Guiomar Sampaio                              | Atriz convidada  | SIC   |     |
| 2011        | A Sagrada Família        | Mafalda                                      | Elenco principal | RTP1  |     |
| 2012        | Maternidade              | Isabel                                       | Elenco adicional | RTP1  |     |
| 2012        | TVI                      |                                              |                  |       |     |
| 2014        | O Beijo do Escorpião     | Alexandra Furtado                            | Elenco principal |       |     |
| RTP1        |                          |                                              | Elenco principal |       |     |
| 2016        | Donos Disto Tudo         | Vários papéis                                | Atriz convidada  |       |     |
| 2016        | Massa Fresca             | Maria Albertina «Tininha» da Conceição Silva | Elenco principal | TVI   |     |
| 2018        | Idiotas, Ponto.          | Raquel                                       | Elenco adicional | RTP1  |     |
| 2019        | Cá Por Casa              | Sara Montiel                                 | Atriz Convidada  | RTP1  |     |
| 2020        | Cá Por Casa              | Conchita Tarragona                           | Atriz Convidada  | RTP1  |     |
| 2021        | A Serra                  | Maria Antónia Albergaria «Mitó»              | Elenco adicional | SIC   |     |
| 2021 - 2025 | Festa É Festa            | Florinda Jesus                               | Protagonista     | TVI   |     |
| 2023        | Toda a Gente Me Diz Isso | Marisa                                       | Participante     | TVI   |     |

### Cinema
- O Amor é Lindo ... Porque Sim!, 2016
- curta-metragem Campo de Víboras, 2015
- filme Famel Top Secret, 2013
- curta-metragem Amélia e a Diabetes, 2013
- filme Al Fachada, 2012
- filme Com um Pouco de Fé, 2011
- filme A Última Famel, 2009
- Maria e as Outras, de José Sá Caetano, 2003
- Mudam-se os Tempos, de José Nascimento

## Vida pessoal
Casou-se no dia 21 de maio de 2016 na Quinta do Peru, Azeitão, com Afonso Luís Fernando Soares Luz Coruche. Afonso é filho de Luís Caetano de Sá Luz Coruche, 2º Visconde de Pereira, que é neto, por via parterna, do 2º Visconde de Coruche e, por via materna, do 3º Conde de Aurora. Teve o seu primeiro filho em 26 de maio de 2017.